# サンデーLIVE!!
『サンデーLIVE!!』（サンデーライブ）は、2017年10月1日から2024年9月29日まで、テレビ朝日・朝日放送テレビ（ABC TV）・名古屋テレビ放送（メ〜テレ）の3局共同制作により、テレビ朝日系列で毎週日曜5時50分 - 8時30分（JST）に生放送された情報・報道番組。テレビ朝日本社（東京都港区六本木）内スタジオからの生放送番組でもある。

## 概要

### 経緯
テレビ朝日は、2017年4月改編においてプライムタイムに毎日大型の報道番組として『報道ステーション』（月 - 金曜）、『サタデーステーション』（土曜）、『サンデーステーション』（日曜、2018年4月から2020年9月までは夕方に編成）を放送するよう編成したが、朝の情報・報道番組については『グッド!モーニング』・『羽鳥慎一モーニングショー』（月 - 金曜）、『週刊ニュースリーダー』（土曜、一部地域を除く）を合わせて週6日放送にとどまっており、日曜だけは唯一の空白地帯となっていた。同年10月改編において、この日曜早朝枠に「日曜の朝だからこそ知っておきたい」ニュースに鋭く迫る報道ワイドショーである本番組を編成することになった。
本番組の開始にあたり、それまで日曜早朝に編成されていた朝日放送（現在の朝日放送テレビ）とメ〜テレの制作枠を（前者はテレビ朝日と枠交換の上）それぞれ吸収統合した。前述の通り、日本の3大都市（東京、大阪、名古屋）の基幹系列局が共同制作するが、それ以外の系列各局も番組に参加し、日本列島の朝の風景や地方発信の知られざる魅力を取材したリポートなども展開する。当初のメインキャスターには、俳優で少年隊の東山紀之を起用。生放送の情報番組の司会は他局で過去に経験済みであるが、報道・情報番組におけるMC・メインキャスターは初挑戦である。東山の起用はテレビ朝日の亀山慶二が、ジャニーズ事務所（当時）の藤島ジュリー景子に『東山をキャスターにした報道番組を作ってはどうか』と提案したことによる。それをバックアップするアシスタントも、制作参加3局からそれぞれアナウンサーが1名ずつ派遣されることが決まった。
放送開始当初から1年間の2018年9月まで、一部コーナーではエレクトーン奏者の生演奏で次のコーナーの告知をするといった、朝日放送テレビの『おはよう朝日です』『おはよう朝日土曜日です』でも使われていた演出が取り入れられていた。
番組開始から7年目に差しかかる2023年秋には、開始当初からメインキャスターを務めてきた東山が番組を降板し、その後任としてテレビ朝日アナウンサーの平石直之が新たに就任した。これは東山のジャニーズ事務所（同年10月17日にSMILE-UP.に社名を変更）の社長就任と、それに伴う年内限りでの芸能活動引退を受けての措置で、東山が降板した直後の9月10日放送分から、平石がメインキャスターに就任した10月1日放送分までの3週分についてはメインキャスターを空席とした上で、残ったアシスタントのアナウンサー3名で対応した。

#### 本番組開始に伴う編成の終了および移動
本番組の開始に伴い、長年テレビ朝日・朝日放送テレビ・メ〜テレがそれぞれ制作し、テレビ朝日系列フルネット24局に向けて放送していた児童向けアニメ・特撮番組と情報番組についても、前述の制作枠の吸収統合に伴って大幅に編成が見直されることとなった。
7時 - 7時30分に放送されていたメ〜テレ制作のアニメ枠、そして9時30分 - 10時に放送されていた朝日放送（当時）制作の情報番組は、いずれもその時点での現行番組が9月24日で終了することに伴い、枠自体も終了の運びとなった。
上記メ〜テレアニメ枠以外で、かつて『ニチアサキッズタイム』（2007年3月 - 2011年1月）にも属していた3番組のうち、本番組と放送時間が重なっていた『スーパーヒーロータイム』の2番組については、従前より90分ずらして9時台に移動の上、放送順序を入れ替えて9時 - 9時30分に『仮面ライダーシリーズ』を、9時30分 - 10時に『スーパー戦隊シリーズ』をそれぞれ放送。これら2番組は時間帯移動後も『スーパーヒーロータイム』枠として放送を継続する。残りの朝日放送（当時）制作の『プリキュアシリーズ』は、従前と同じく日曜8時30分 - 9時で据え置きとなった。また長年日曜9時 - 9時30分に放送されていた『題名のない音楽会』は、10月7日以降は土曜10時 - 10時30分に枠移動となった（テレビ朝日、福島放送、琉球朝日放送の場合。左記以外のテレビ朝日系列フルネット21局では時差ネットに移行し、BS朝日〈BSデジタル放送〉では別枠に移行の上時差ネットを継続し、系列外ネット5局では従前通りの時間帯で放送）。
その他、5時50分 - 6時20分に放送されていた民教協番組『日本のチカラ』は、本番組の制作局である3局とも土曜5時20分 - 5時50分へと枠移動を実施。また6時20分 - 6時30分に放送されていた『ANNニュース』、6時30分 - 7時に放送されていた『TOKYO応援宣言』の両番組とも、単独番組としては同年9月24日で終了し、同年10月1日以降はそれぞれ本番組の1コーナーとして内包する形で放送されている。
『スーパーヒーロータイム』に属する2番組を日曜9時台に移動させた理由について、当時のテレビ朝日専務であった亀山慶二は、「非常に長い期間やっていただいている番組がございましたが、幸いにも各番組、関係者のご理解をいただいた」とし、「番組がなくなるわけではないので、移行する枠をきちっと告知するとか、ご理解いただけるように対応して改編を迎えたい」と説明している。

### 番組終了へ
2024年7月10日、テレビ朝日から本番組を同年9月末で終了し、後継番組として10月より『グッド!モーニング』を日曜朝へ進出させることが発表された。この発表に際し、同番組の日曜版は本番組の放送枠と制作・ネット形態を継承し、引き続きテレビ朝日・朝日放送テレビ・メ〜テレの3局共同制作となること、また本番組より平石・増田・小松﨑の3名が出演者として続役することなども、併せて明らかにされた。実際の放送では、この3名に加えて武隈も同番組の出演者に名を連ねている。
最後の放送となった、2024年9月29日放送分の番組終盤には平石による番組終了の挨拶が行われ、7年にわたる放送を締めくくった。

### 視聴率
関東地区における初回の視聴率は第1部（5時50分 - 6時20分）が2.5%、第2部（6時20分 - 7時）が3.8%、第3部（7時 - 8時30分）が5.1%であった（ビデオリサーチ調べ、関東地区・世帯・リアルタイム）。

## 出演者
いずれも特記のない限り、2024年9月の番組終了時まで出演。
総合司会（メインキャスター）
- 平石直之（テレビ朝日アナウンサー、2023年10月1日 - ） - 2024年4月から『グッド!モーニング』（土曜版）も兼務。

進行アナウンサー（サブキャスター）
- 増田紗織（朝日放送テレビアナウンサー[注 7]、2024年4月7日 - ）
- 小松﨑花菜（メ～テレアナウンサー、2023年10月1日 - ）
- 武隈光希（テレビ朝日アナウンサー、2023年10月1日 - ） - 2024年4月から『グッド!モーニング』（土曜版）も兼務。

コメンテーター
- 古田敦也（テレビ朝日野球解説者） -『熱闘甲子園』の放送期間中は、同番組のスタジオから生中継する。
- 松木安太郎（サッカー解説者、元サッカー選手） - 『TOKYO応援宣言』にも出演していた。
- 野村修也（中央大学法科大学院教授、特例弁護士）
- 浅尾美和（タレント、元プロビーチバレー選手）
- 中林美恵子（早稲田大学教授、政治学者） - 番組開始当初は不定期で出演していたが、レギュラー出演となった。

スポーツキャスター
- 松岡修造 ※VTR出演（スポーツ解説者、元男子プロテニス選手） - 『TOKYO応援宣言』にも出演していた。

ニュースキャスター（ストレートニュース）
- 下平さやか（テレビ朝日アナウンサー、2020年10月4日 - ） - 当日昼の『ANNニュース』を兼務。代役は山崎弘喜が担当する。

気象情報キャスター
- 磯貝初奈（フリーアナウンサー・気象予報士、セント・フォース、2023年6月4日 - ）

ナレーター
- 藤本隆行
- ふじたたまこ

### 過去の出演者
| 期間 | 期間            | 総合司会  | サブキャスター | サブキャスター | サブキャスター | 気象情報         | エレクトーン | ニュース       | スポーツ | リポーター | リポーター | コメンテーター                                   |
| --- | --------------- | --------- | -------------- | -------------- | -------------- | ---------------- | ------------ | -------------- | -------- | ---------- | ---------- | ------------------------------------------------ |
| 2017年 10月1日 | 2018年 9月30日  | 東山紀之  | 小木逸平1      | ヒロド歩美2    | 濱田隼3        | 林美桜1 藤枝知行 | nozomi       | 森葉子1        | （不在） | （不在）   | （不在）   | 古田敦也 野村修也 浅尾美和                       |
| 2018年 10月7日 | 2019年 3月31日  | 東山紀之  | 小木逸平1      | ヒロド歩美2    | 濱田隼3        | 太田景子         | (廃止)       | 森葉子1        | （不在） | 柳下圭佑1  | 柳下圭佑1  | 古田敦也 野村修也 浅尾美和                       |
| 2019年 4月7日 | 2020年 3月29日  | 東山紀之  | 小木逸平1      | ヒロド歩美2    | 濱田隼3        | 太田景子         | (廃止)       | 矢島悠子1      | （不在） | 柳下圭佑1  | 柳下圭佑1  | 古田敦也 野村修也 浅尾美和                       |
| 2020年 4月5日 | 2020年 9月27日  | 東山紀之  | 小木逸平1      | ヒロド歩美2    | 濱田隼3        | 太田景子         | (廃止)       | 本間智恵1・4   | （不在） | 柳下圭佑1  | 布施宏倖1  | 古田敦也 野村修也 浅尾美和                       |
| 2020年 10月4日 | 2021年 3月28日  | 東山紀之  | 野上慎平1      | ヒロド歩美2    | 濱田隼3        | 太田景子         | (廃止)       | 下平さやか1・4 | （不在） | 柳下圭佑1  | 柳下圭佑1  | 古田敦也 野村修也 浅尾美和                       |
| 2021年 4月4日 | 2021年 9月26日  | 東山紀之  | 野上慎平1      | ヒロド歩美2    | 濱田隼3        | 太田景子         | (廃止)       | 下平さやか1・4 | （不在） | 駒見直音1  | 駒見直音1  | 古田敦也 野村修也 浅尾美和 中林美恵子            |
| 2021年 10月3日 | 2023年 3月26日  | 東山紀之  | 野上慎平1      | ヒロド歩美2    | 濱田隼3        | 太田景子         | (廃止)       | 下平さやか1・4 | 松岡修造 | 駒見直音1  | 駒見直音1  | 古田敦也 野村修也 浅尾美和 中林美恵子 松木安太郎 |
| 2023年 4月2日 | 2023年 5月28日  | 東山紀之  | 野上慎平1      | 鷲尾千尋2      | 濱田隼3        | 太田景子         | (廃止)       | 下平さやか1・4 | 松岡修造 | 駒見直音1  | 駒見直音1  | 古田敦也 野村修也 浅尾美和 中林美恵子 松木安太郎 |
| 2023年 6月3日 | 2023年 9月3日   | 東山紀之  | 野上慎平1      | 鷲尾千尋2      | 濱田隼3        | 磯貝初奈         | (廃止)       | 下平さやか1・4 | 松岡修造 | 駒見直音1  | 駒見直音1  | 古田敦也 野村修也 浅尾美和 中林美恵子 松木安太郎 |
| 2023年 9月10日 | 2023年 9月24日  | （不在）  | 野上慎平1      | 鷲尾千尋2      | 濱田隼3        | 磯貝初奈         | (廃止)       | 下平さやか1・4 | 松岡修造 | 駒見直音1  | 駒見直音1  | 古田敦也 野村修也 浅尾美和 中林美恵子 松木安太郎 |
| 2023年 10月1日 | 2023年 12月24日 | 平石直之1 | 武隈光希1      | 鷲尾千尋2      | 小松﨑花菜3    | 磯貝初奈         | (廃止)       | 下平さやか1・4 | 松岡修造 | 駒見直音1  | 駒見直音1  | 古田敦也 野村修也 浅尾美和 中林美恵子 松木安太郎 |
| 2024年 1月14日 | 2024年 3月31日  | 平石直之1 | 武隈光希1      | 鷲尾千尋2      | 小松﨑花菜3    | 磯貝初奈         | (廃止)       | 下平さやか1・4 | 松岡修造 | （不在）   | （不在）   | 古田敦也 野村修也 浅尾美和 中林美恵子 松木安太郎 |
| 2024年 4月7日 | 2024年 9月29日  | 平石直之1 | 武隈光希1      | 増田紗織2      | 小松﨑花菜3    | 磯貝初奈         | (廃止)       | 下平さやか1・4 | 松岡修造 | （不在）   | （不在）   | 古田敦也 野村修也 浅尾美和 中林美恵子 松木安太郎 |
| - 1 テレビ朝日アナウンサー。 - 2 朝日放送→朝日放送テレビアナウンサー（同局からの派遣で出演）。 - 3 メ〜テレアナウンサー（同局からの派遣で出演）。 - 4 当日昼の『ANNニュース』を兼務。 |                 |           |                |                |                |                  |              |                |          |            |            |                                                  |

TOKYO応援宣言

## 主なコーナー
当日または前日に重大なニュース（台風や大雨、地震等）があった場合、「ストレートニュース」以外のコーナーを全部あるいは一部を休止することがある。

### 第1部
- 気になる朝刊見出し

各社一般紙の記事を紹介。東山、野上が伝える。
- 特選!エンタメ1週間

各社スポーツ紙の記事より芸能情報を紹介。東山、鷲尾が伝える。
- 天気予報

磯貝が本番組のスタジオから伝える。また、話題のスポットから中継で伝えることもある。
BGMは5時台の季節の話題ではワム!「ウキウキ・ウェイク・ミー・アップ」のウクレレ版が、予報時はアール・クルー「dance with me」のピアノ版がそれぞれ使用される。

### 第2部
- 松岡修造のみんな!がん晴れ

前コーナー（TOKYO応援宣言）の「2020みんなできる宣言」の流れを汲んだコーナー。前述の通り、一部系列局ではこの時間から放送開始となる。
- ストレートニュース（ANNニュース）

単独番組時代の『ANNニュース』を引き継いだ全国ニュース。下平がニュースルーム（番組開始当初は本番組スタジオ）から伝える。
- 天気予報

磯貝がテレビ朝日本社がある六本木ヒルズの毛利庭園から伝える。
- ニュース

放送時点で注目されているニュースを掘り下げる。東山、野上が伝える。

### 第3部
- 知っておきたい!週刊!ニュースランキング

1週間の話題をランキング形式で振り返る。東山、濱田が伝える。平石がMCになった2023年10月以降のコーナー名は「注目ニュースこの後どう動く?」。
- 知りたいニュース2つのナゼ

話題のニュースに関する疑問を2つのキーワードから探る。東山、野上が伝える。平石がMCになった2023年10月以降のコーナー名は「ヒライシ未来視点」。
- 今週の衝撃ニュースその時何が・・・

世界で起きた驚きの瞬間を映像で伝える。平石がMCになった2023年10月以降のコーナー名は「厳選!世界のニュースその時何が・・・」。
- グレイテストSHO-TIMEとみんなのSHOW TIME

1週間のスポーツを振り返る。古田、武隈が伝える。
プロ野球については古田が中心にコメントするが、浅尾（中日ファン）・松木（千葉ロッテファン）がコメントすることもある。サッカー（特に日本代表戦）については松木が担当。
また、バスケットボールの話題を取り上げる内包コーナー「サンデーFIVE」があり、この時は選手経験がある東山がコメントしていた。
- 最新のニュース

海外や速報のニュースを中心に1〜2本伝える。
- 天気予報・エンディング

天気予報は2024年3月までは磯貝と鷲尾がテレビ朝日本社の屋上または六本木ヒルズの毛利庭園から伝えた。2024年4月より他パートと同様にスタジオから伝えている。
その後東山ら→平石らがエンディングで今後行われるイベントなどに関してコメントする。

### 過去のコーナー
- 朝刊LIVE!!
- エンタメLIVE!!
- TOKYO応援宣言

- ニュースLIVE!!
- ローカルLIVE!!

ご当地の絶景を紹介。地元系列局のアナウンサーが中継で伝えた。BGMはスティーヴィー・ワンダー ｢I just called to say I love you｣のハーモニカ版。
- ストレッチLIVE!!

様々なストレッチを紹介。「TOKYO応援宣言」を担当する山本雪乃（テレビ朝日アナウンサー）が進行を務めた。
- 朝メシLIVE!!

日本列島各地の朝ごはんを、地元系列局のアナウンサーが中継で紹介。BGMはボブ・ディラン「Blowin' in  the Wind」のインストゥルメンタル版。
- 日曜中継イマドキ!ニッポン

「あること」にチャレンジするコーナー。柳下、もしくは地元系列局のアナウンサーが中継で伝えた。
- 読みトクLIVE!!

1週間の話題と衝撃映像を送った。東山、ヒロドが伝えた。
- 東山勉強会

気になる疑問を解くコーナー。東山が聞き役となったが、自身が取材に出向いて収録されることもあった。
- 2020への仕事人

「東山勉強会」に関連した企画。東京オリンピック・パラリンピックに全力を注ぐ仕事人（主に先端技術を駆使した用具の製造開発）に注目し、東山が取材に出向いて収録。
- 古田敦也の週刊シラベルスポーツ

## ネット局と放送時間
- 以下の表は本番組放送終了時点。全国ネット相当枠は6:20 - 8:30。第1部はローカルセールス枠であるため、通常時第1部非ネット局では5:50 - 6:20は別番組が放送されている。なお、テレビ朝日・朝日放送テレビ・名古屋テレビ以外の通常時○とする局であっても、編成上の都合で臨時に×に変更する場合がある一方で、通常時×とする局が非常事態等発生時や特別編成実施時を中心に臨時に○に変更する場合もある（後述）。特に表記のない局は5:50・6:20 - 8:30を本番組とする局。
- ネット局では時刻表示を行っているが、番組送出ではなく各局別の送出となっており[注 10]、テレビ朝日・朝日放送テレビ・名古屋テレビと一部ネット局ではお天気ループも送出している。
- テレビ朝日・朝日放送テレビ[注 11]・名古屋テレビ以外のネット局でも、全局テレビ朝日のマスター（主調整室）から直受けする形で放送している。
- ネット状況
  - ○…フルネット
  - ×…非ネット

| 放送対象地域   | 放送局                       | 系列           | 放送期間        | 放送時間（JST）・ネット状況 | 放送時間（JST）・ネット状況 | 放送時間（JST）・ネット状況 | 備考 |
| 放送対象地域   | 放送局                       | 系列           | 放送期間        | 第1部 日曜 5:50 - 6:20      | 第2部 日曜 6:20 - 7:00      | 第3部 日曜 7:00 - 8:30      | 備考 |
| -------------- | ---------------------------- | -------------- | --------------- | --------------------------- | --------------------------- | --------------------------- | --- |
| 関東広域圏     | テレビ朝日（EX）             | テレビ朝日系列 | 2017年10月1日 - | ○                           | ○                           | ○                           | 共同制作局 |
| 近畿広域圏     | 朝日放送テレビ（ABC TV）     | テレビ朝日系列 | 2017年10月1日 - | ○                           | ○                           | ○                           | 共同制作局 |
| 中京広域圏     | 名古屋テレビ（メ〜テレ/NBN） | テレビ朝日系列 | 2017年10月1日 - | ○                           | ○                           | ○                           | 共同制作局 |
| 北海道         | 北海道テレビ（HTB）          | テレビ朝日系列 | 2017年10月1日 - | ○                           | ○                           | ○                           | |
| 岩手県         | 岩手朝日テレビ（IAT）        | テレビ朝日系列 | 2017年10月1日 - | ○                           | ○                           | ○                           | |
| 宮城県         | 東日本放送（khb）            | テレビ朝日系列 | 2017年10月1日 - | ○                           | ○                           | ○                           | - 2022年10月2日から第1部を○に変更。                                                                                                  |
| 山形県         | 山形テレビ（YTS）            | テレビ朝日系列 | 2017年10月1日 - | ○                           | ○                           | ○                           | |
| 福島県         | 福島放送（KFB）              | テレビ朝日系列 | 2017年10月1日 - | ○                           | ○                           | ○                           | |
| 長野県         | 長野朝日放送（abn）          | テレビ朝日系列 | 2017年10月1日 - | ○                           | ○                           | ○                           | |
| 石川県         | 北陸朝日放送（HAB）          | テレビ朝日系列 | 2017年10月1日 - | ○                           | ○                           | ○                           | - 2024年7月7日から第1部を○に変更。                                                                                                   |
| 山口県         | 山口朝日放送（yab）          | テレビ朝日系列 | 2017年10月1日 - | ○                           | ○                           | ○                           | - 2020年4月5日から第1部を○に変更。                                                                                                   |
| 香川県・岡山県 | 瀬戸内海放送（KSB）          | テレビ朝日系列 | 2017年10月1日 - | ○                           | ○                           | ○                           | - 2018年4月8日から第1部を○に変更。                                                                                                   |
| 愛媛県         | 愛媛朝日テレビ（eat）        | テレビ朝日系列 | 2017年10月1日 - | ○                           | ○                           | ○                           | - 2024年4月14日から第1部を○に変更。                                                                                                  |
| 福岡県         | 九州朝日放送（KBC）          | テレビ朝日系列 | 2017年10月1日 - | ○                           | ○                           | ○                           | - 2019年10月6日から第1部を○に変更。 - 毎月第1日曜はローカルスポーツ番組『月刊!ホークス』の再放送を放送するため第1部を臨時に×に変更。 |
| 長崎県         | 長崎文化放送（ncc）          | テレビ朝日系列 | 2017年10月1日 - | ○                           | ○                           | ○                           | - 2018年4月1日から第1部を○に変更。                                                                                                   |
| 熊本県         | 熊本朝日放送（KAB）          | テレビ朝日系列 | 2017年10月1日 - | ○                           | ○                           | ○                           | - 2018年4月22日から第1部を○に変更。                                                                                                  |
| 大分県         | 大分朝日放送（OAB）          | テレビ朝日系列 | 2017年10月1日 - | ○                           | ○                           | ○                           | |
| 鹿児島県       | 鹿児島放送（KKB）            | テレビ朝日系列 | 2017年10月1日 - | ○                           | ○                           | ○                           | - 2018年4月1日から第1部を○に変更。                                                                                                   |
| 沖縄県         | 琉球朝日放送（QAB）          | テレビ朝日系列 | 2017年10月1日 - | ○                           | ○                           | ○                           | |
| 青森県         | 青森朝日放送（ABA）          | テレビ朝日系列 | 2017年10月1日 - | ×                           | ○                           | ○                           | |
| 秋田県         | 秋田朝日放送（AAB）          | テレビ朝日系列 | 2017年10月1日 - | ×                           | ○                           | ○                           | |
| 新潟県         | 新潟テレビ21（UX）           | テレビ朝日系列 | 2017年10月1日 - | ×                           | ○                           | ○                           | |
| 静岡県         | 静岡朝日テレビ（SATV）       | テレビ朝日系列 | 2017年10月1日 - | ×                           | ○                           | ○                           | |
| 広島県         | 広島ホームテレビ（HOME）     | テレビ朝日系列 | 2017年10月1日 - | ×                           | ○                           | ○                           | |

- 共同制作局の朝日放送テレビでは、毎年8月の全国高校野球選手権大会（阪神甲子園球場）期間中[注 13]の日曜日で第1試合が8時開始となる場合に、第3部の途中（概ね7時55分過ぎ）で臨時に飛び降りている（本番組の8時 - 8時30分は同局としては他のネット局への裏送りとなるが、開催予定の開会式や試合が雨天中止となった場合には通常通り○に変更）[注 14]。ヒロドと古田は、この期間中に『熱闘甲子園』（朝日放送テレビ・テレビ朝日の共同制作による大会ダイジェスト番組）のキャスターを務めている[注 15]関係で、本番組には同球場または朝日放送テレビのスタジオからの生中継で出演する。ヒロドが退任した2023年・2024年は三上大樹（テレビ朝日アナウンサー、同局から高校野球中継の実況アナウンサーとして派遣）が古田と共に出演した。
- 広島ホームテレビでは、毎年8月6日に『平和記念式典中継』を8時から放送するため、この日が日曜日にあたった2023年については、同局では本番組の第3部の8時以降はネット返上とした[21][22]。

## テーマ曲
- オリジナルテーマ曲
  - 作曲・編曲：木之下慶行[23]

## 重大ニュース・特別番組放送時の対応
- 『全日本大学駅伝対校選手権大会』が愛知・三重両県内で開催される11月の第1日曜日には、テレビ朝日・メ〜テレの共同制作による中継番組を、テレビ朝日系列のフルネット局（当番組のネット全局）で8時05分 - 13時40分に放送。7時45分 - 8時05分に『直前情報』枠を編成するため、第3部のみ通常から45分短縮したうえで、7時45分で放送を終了する[24]。
  - テレビ朝日側のサブキャスターを2020年10月から3年間務めていた野上は、スポーツアナウンサーでもあるため、サブキャスターへの就任前からテレビ中継の実況を担当。就任1年目の2020年11月1日に開かれた第52回大会から、メ～テレ本社（スタート地点のある名古屋市内）のスタジオで総合実況を任されている[25]。このような事情から、サブキャスターへの在任中には、2020 - 2022年の大会開催日にメ～テレ本社スタジオの生中継を通じて当番組へ出演していた。
- 年末年始は曜日配列により、概ね12月24日頃に放送を終え、12月27日頃から1月7日頃が日曜にあたる年は特別番組を編成するため全編休止となる[26][27][28]。そのうち、1月1日は『羽鳥慎一モーニングショー 新春特大スペシャル』を6時から11時45分に放送するほか、年末年始の翌週の日曜にあたる概ね1月7日頃に関しても年始特番編成を組むため放送休止となる[28][29][30][31]。このような編成を組む場合、全国ニュースは代替として5時50分 - 6時もしくは6時50分 - 7時に10分間の『ANNニュース』を単独番組扱いで放送して対応する[32][33][28]。

### 過去の事例
- 2020年までは『全米オープンゴルフ』期間中と重なる場合には、全編の休止か放送時間の短縮で対応。休止する場合には、通常では第2部に内包している『ANNニュース』を、ゴルフ中継内の6時頃に4 - 5分間挿入する。キャスターは2018年は大熊英司〈当時テレビ朝日アナウンサー。当時土曜のみ担当で本番組開始前に日曜も担当〉、2020年は本番組ニュースキャスターの本間）。
  - 2020年には、年初からの新型コロナウイルス感染拡大の影響で、開催の時期を当初予定の6月18日 - 21日から9月17日 - 20日〈いずれも現地時間〉に延期。本番組の放送日と重なった9月20日には、中継枠を2時 - 8時に編成したため、当時第2部に内包していた『TOKYO応援宣言』のみ8時 - 8時30分に単独番組扱いで放送した[注 16]。
  - 2021年大会以降[34]からは、コロナ禍の影響などを理由に放映権からは撤退し、それ以降は通常通りに放送されている。

### その他の休止・時間変更による事例
上記以外の特番などによる放送の休止・内容・時間変更は以下の通り。
- 2018年8月5日：当日が第100回全国高等学校野球選手権記念大会の開幕日に当たることから「高校野球開幕直前SP」として、通常の3部構成に加え8時30分から9時に『第4部』も別途放送（通常、同時間帯にて放送の『HUGっと!プリキュア』〈朝日放送テレビ単独制作〉は休止）。9時からの朝日放送テレビ単独制作による開会式中継につなげる特別編成を組んだ。
- 2020年11月8日：アメリカ大統領選挙で、日本時間の同日未明にジョー・バイデン候補の当選確実が伝えられたことを受け、10時から11時45分に『2020年米大統領選勝利宣言特番』を関東など一部地域で放送。本番組のフォーマットで行われ、野上・下平が進行した。
- 2022年1月16日：前日の15日に南太平洋・フンガ・トンガ＝フンガ・ハアパイ火山で発生した噴火の影響と見られる津波が日本近海に到達し、翌16日の未明に奄美諸島・トカラ列島と岩手県[注 17]に津波警報[注 18]が、北海道から沖縄県の太平洋沿岸部に津波注意報が各々発令されたことを受けて、本番組でも天気予報以外をこのニュースに費やし、随時岩手朝日テレビ・鹿児島放送と中継を繋いだ[35]。

## エピソード
- 2018年1月28日放送分では、本番組の直後に放送されていた朝日放送〈当時〉制作の『キラキラ☆プリキュアアラモード』の最終話（第49話）を控えていたことから、同番組とのコラボレーション企画を放送。本番組から東山、『キラキラ☆プリキュアアラモード』からキュアホイップ（声 - 美山加恋）の出演で、生放送中にクロストークを展開した。この企画に登場したキュアホイップには、地上波の生放送番組としては初めて、Live2Dによるアニメーションが使われた[36]。
- 2024年9月1日放送分は、台風10号による豪雨の影響で東海道新幹線が長時間運転見合わせとなったことから、一部のアナウンサー・出演者はリモート出演などで対応した。浅尾美和については名古屋からリモートで出演[37]し、さらにメ～テレの小松﨑花菜は岐阜県池田町からの洪水中継で対応した。一方で、ABCテレビの増田紗織は前日までに北陸新幹線を経由して東京入りしたため、スタジオからの出演となった。

### 新型コロナウイルス関連の対応と問題
- 2020年初頭より、日本国内でも深刻化の一途をたどった新型コロナウイルスの感染拡大を受け、本番組においても番組制作などにおいて様々な影響・問題が発生した。
- 2020年12月6日放送分では、サブキャスターでメ〜テレアナウンサーの濱田隼をメインキャスターとして、朝日放送テレビアナウンサーのヒロド歩美とのコンビで全編を進行した。これは東山の主演舞台作品で、翌7日からPARCO劇場で東京公演の開幕を予定していた『チョコレートドーナツ』の共演者から、新型コロナウイルスへの感染が確認されたことを受けて、東山が本番組への出演を念のために見合わせたことによる（東山自身は5日までにPCR検査で陰性を確認済み）[38]。同日放送分にはテレビ朝日側のサブキャスターである野上慎平も未出演であるが、こちらはスポーツアナウンサーとして福岡国際マラソンテレビ中継（当日の12時から同局系全国ネットで生放送）での実況を控え、福岡に滞在していたことによるものである。
- 2021年1月17日放送分から3月21日放送分まで、および同5月16日放送分から6月20日放送分までは、新型コロナウイルスの再拡大による緊急事態宣言の影響から、濱田はメ〜テレから本番組のCG合成を用いた上で出演[39]。このため、期間中は濱田が兼務するストレートニュース（ANNニュース）のキャスターは下平さやか（同5月23日・30日放送分は山崎弘喜）のみで担当していた。またこの期間中には、前述の『チョコレートドーナツ』の公演が大阪・愛知にて行われた都合上、東山も1月24日放送分は朝日放送テレビにて『キャスト』で使用されているスタジオセットから[40]、1月31日放送分は名古屋市内で濱田と共にメ〜テレにて『ドデスカ!』で使用されているスタジオセットから、それぞれ出演している。
- 2021年3月28日、本番組のスタッフ9名が番組終了後にスタッフルームにて送別会を実施。うち6名はその後もテレビ朝日の近くにあるカラオケ店に移動し、会を続けた。それから数日後の4月2日から3日にかけて、参加者のうち4名（同局社員1名、外部スタッフ3名）がPCR検査の結果、新型コロナウイルス陽性であることが判明。検査の実施はこの4名以外にも会への別の参加者や、4名との接触があった者など約20名にもおよんでいるが、いずれも結果は陰性であった。同局広報部はこれを受け、「番組を通じて感染拡大防止を呼び掛ける立場にありながら、社内ルールを無視し自覚を欠く行動があったことは大変遺憾であり、深く反省している」とのコメントを発表した[41][42]。また、同じテレビ朝日系列で放送されているワイドショー『羽鳥慎一モーニングショー』の4月6日放送分にて、同局報道局員で同番組のレギュラーコメンテーターでもある玉川徹が、この件について「同じ社員として、視聴者の皆様に、本当に申し訳なく思います。本当に申し訳ない」と頭を下げ、「新型コロナを伝える立場としても恥ずかしい。本当に恥ずかしい」とコメント[43]。さらに同番組司会の羽鳥慎一も、この件について批判的なコメントを残している[44]。
  - この番組スタッフの新型コロナウイルス感染の件については、本番組でも4月11日放送分にて野上から経緯の説明が行われた。その際、前週末の検査では陰性であったスタッフ1名が体調不良により再検査を受けたところ、7日に新たに陽性反応が出たこと、さらに今回の件を受け、同局から番組責任者に対し厳重注意を行ったことも併せて発表された[45]。東山も説明の締めくくりに際し、「番組スタッフの気の緩みからこのような状況を生んでしまったこと、大変申し訳なく思っております。私自身もさらに気を引き締めて、みなさまの信頼を取り戻せるよう番組として深く反省して、1日も早くコロナウイルス収束に向けて正確な情報をお届けしたいと思います。この度は本当に申し訳ありませんでした」と謝罪を行っている[44]。